# Луганськ (аеропорт)
Міжнародний аеропорт «Луганськ» — аеропорт міста Луганськ в Україні, зруйнований російськими військами та закритий з 11 червня 2014 року у зв'язку з бойовими діями.

## Загальна інформація

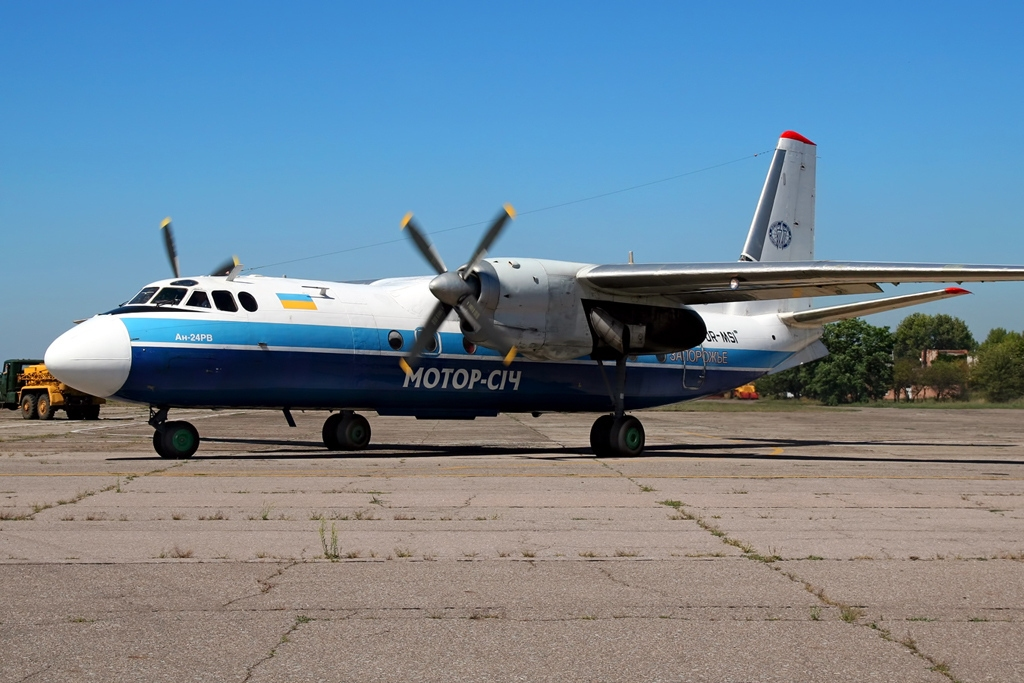
Ан-24РВ, Мотор-Січ

Розташований на південь від міста, на відстані від центру міста близько 20 км. До початку міської межі (селище Видне) близько 9 км.
З грудня 2009 року і до моменту закриття був базовим аеропортом авіакомпанії «UTair-Україна».
Аеродром був здатен приймати літаки Ту-154 і всі легші, а також вертольоти будь-яких типів. Класифікаційне число ЗПС (PCN) 21/R/B/X/T.

## Історія

### Російсько-українська війна (2014—2022)

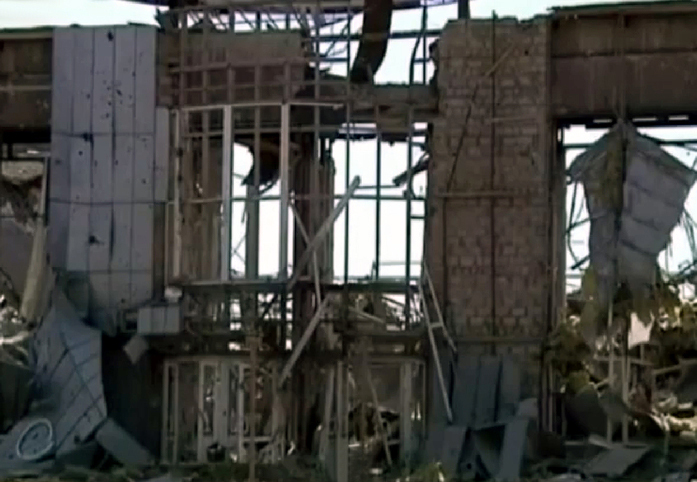
Оборона Луганського аеропорту

Під час проникнення військ Російської федерації на території Донецької і Луганської області, аеропорт був закритий 11 червня 2014.
14 червня 2014 терористами «Луганської народної республіки» з ПЗРК «Ігла» при посадці був збитий військово-транспортний літак Іл-76 Збройних сил України. Загинуло 40 десантників та 9 членів екіпажу.
Надалі біля Луганського летовища точилися важкі бої. Внаслідок серпневого наступу російських регулярних військ аеропорт повторно потрапив у оточення, будівлі аеропорту були вщент зруйновані російською артилерією. У ніч на 1 вересня 2014 року українські захисники вийшли з руїн аеропорту, після 146 днів його оборони.

### Російсько-українська війна (2022-)
У ніч з 16 на 17 жовтня 2023 року сили оборони України завдали удар ракетами ATACMS по аеродромах Бердянську та Луганську, в наслідок чого було уражено гелікоптери різних модифікацій, спеціальну техніку, пускову установку ППО, склад боєприпасів, а також пошкоджено злітні смуги аеродромів. Сили спеціальних операцій (ССО) назвали цю операцію — DRAGONFLY.
21 жовтня OSINY-група Oryx підрахувала, що ударами ЗСУ по аеродромах Бердянську та Луганську було знищено сім гелікоптерів Ка-52 та два Мі-8. А також пошкоджено — вісім Ка-52 та сім Мі-8.

## Авіалінії

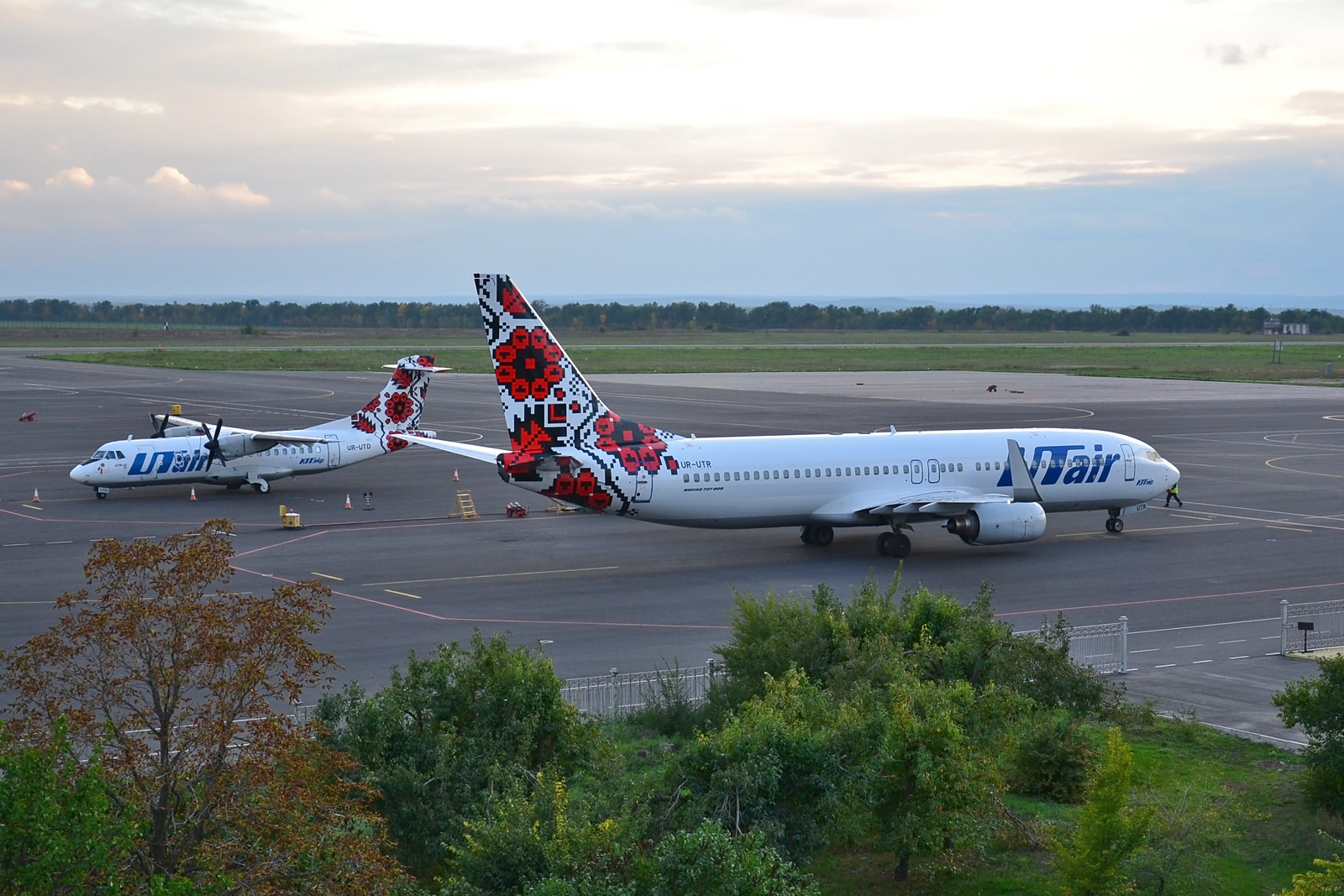
UTair Ukraine, Boeing 737—800 та UTair Aviation, ATR 42-300

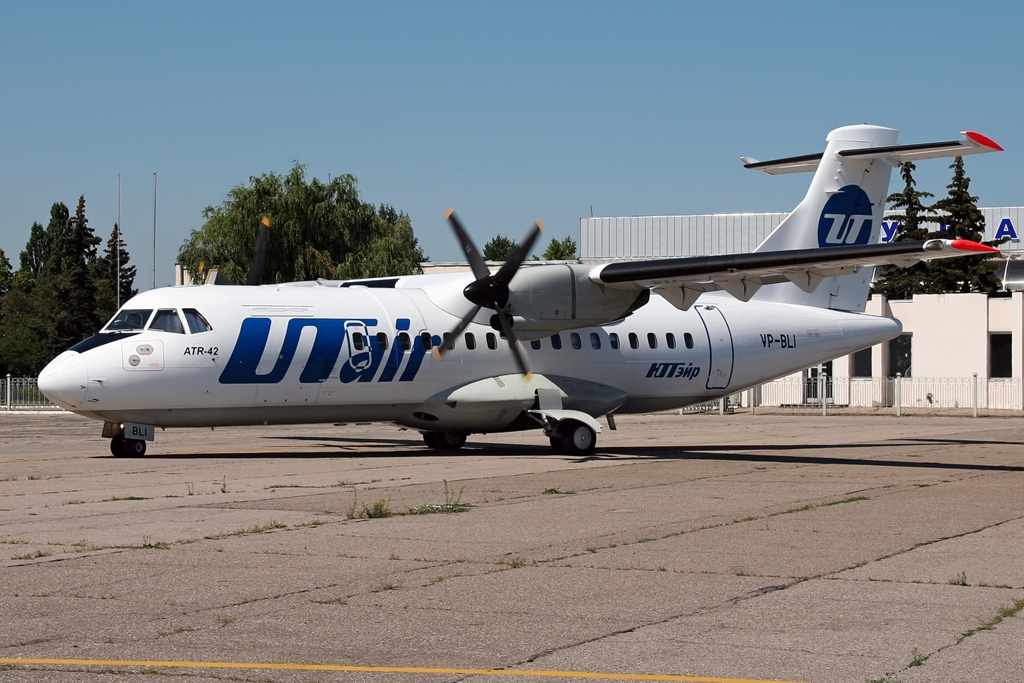
ATR 42-300, UTair Aviation

- UTair (Москва—Внуково, Київ—Бориспіль)

## Світлини

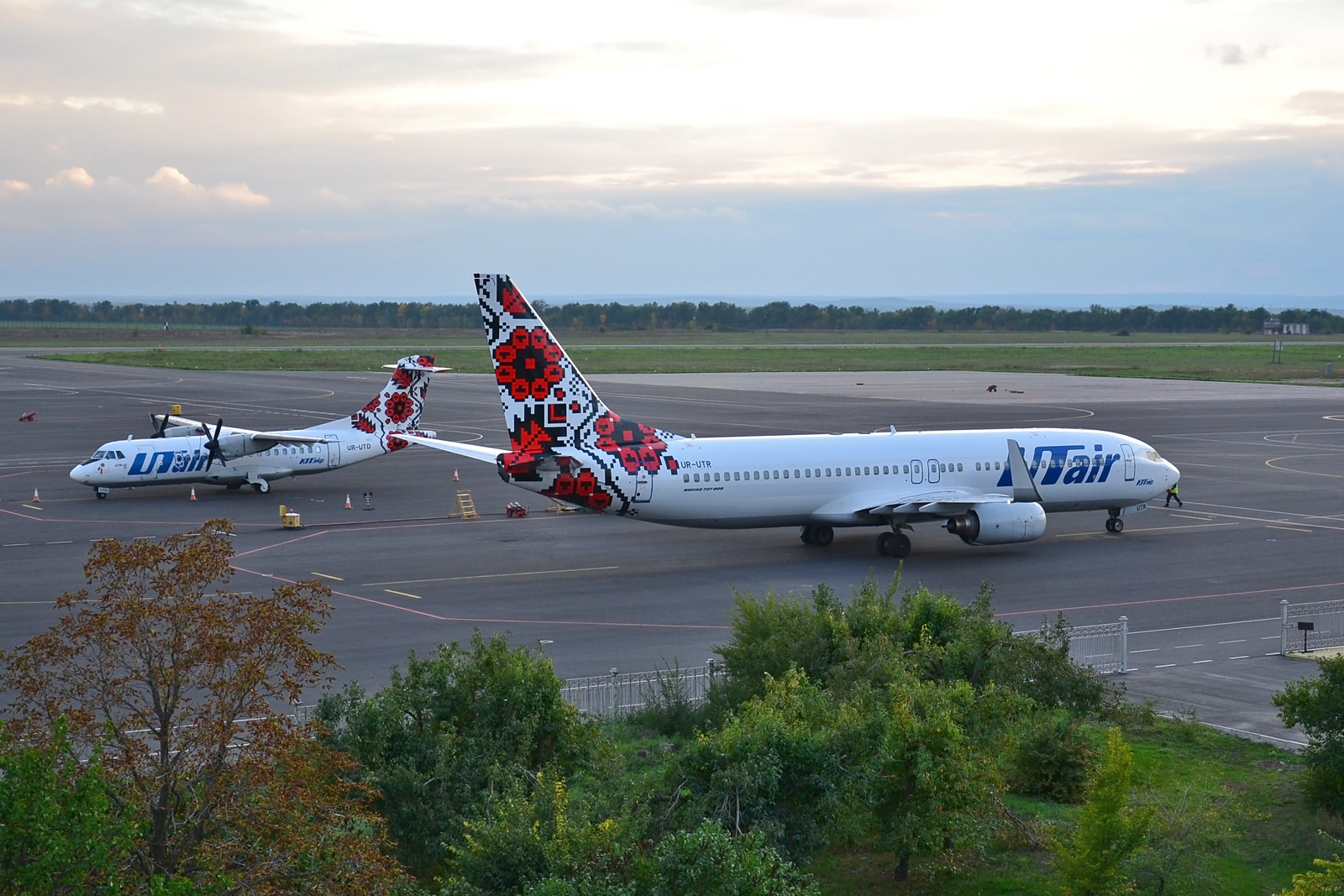
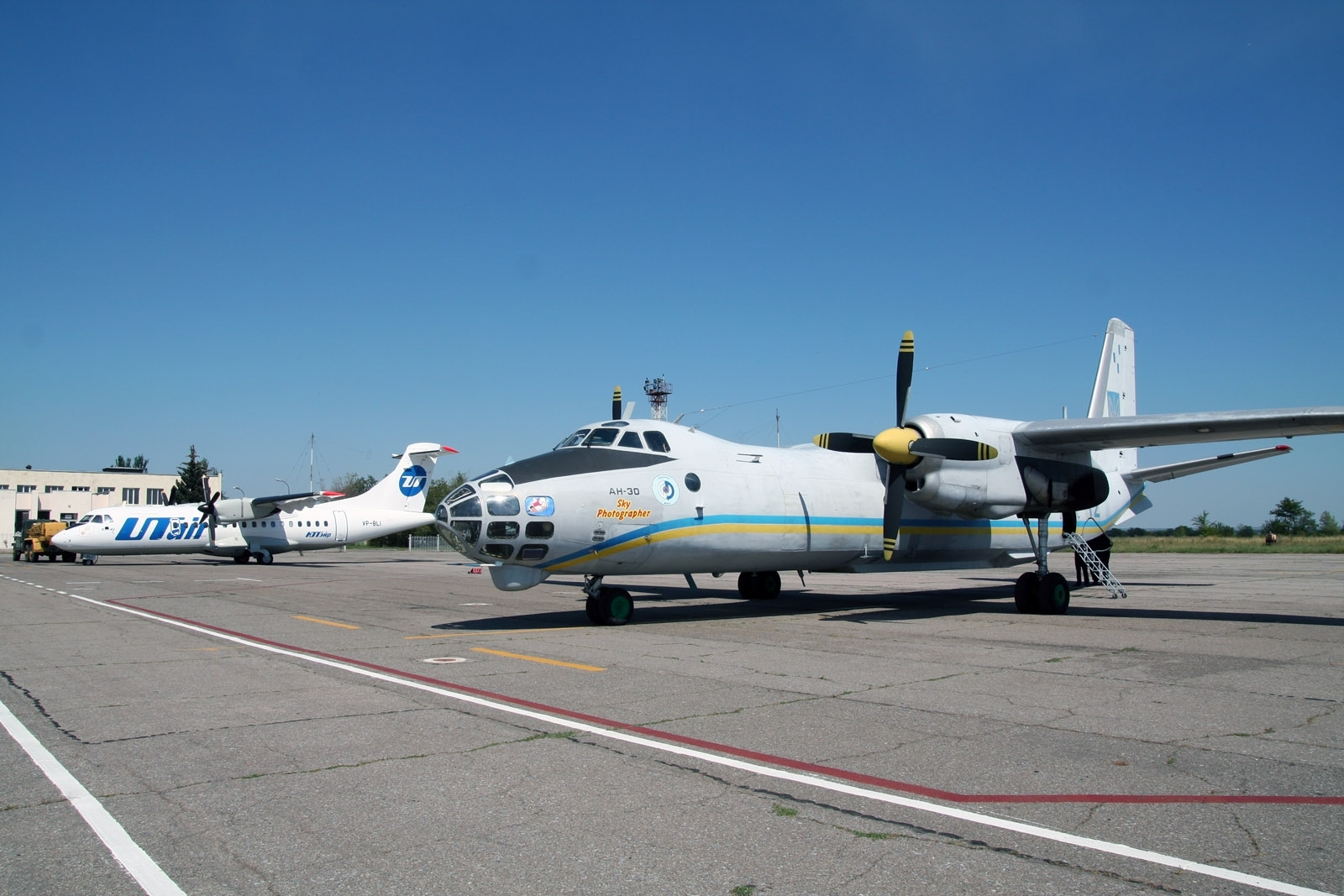
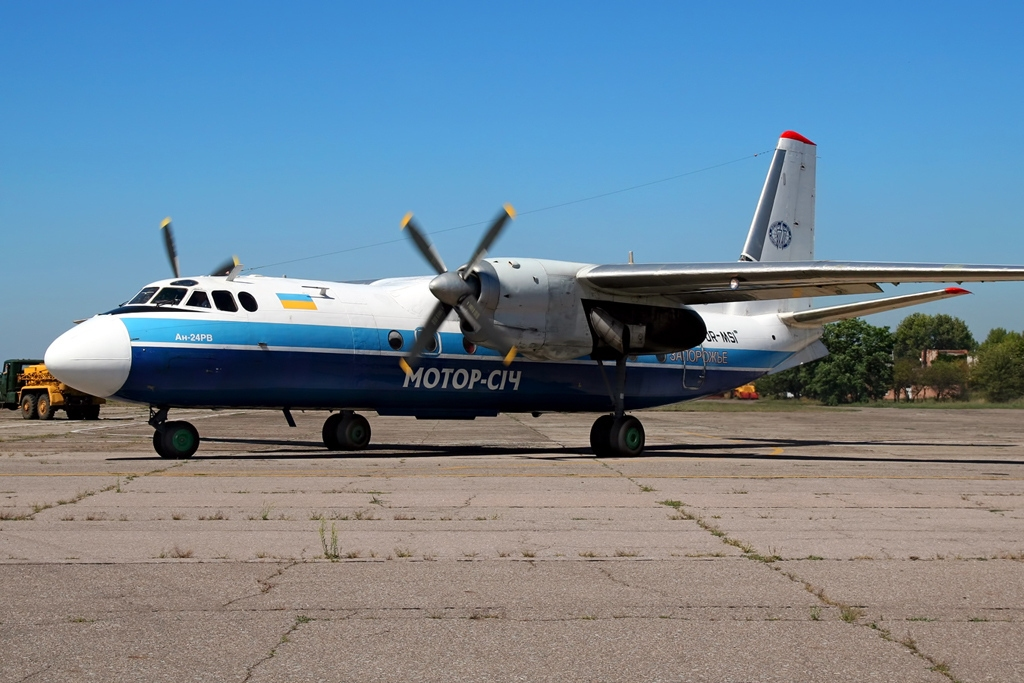
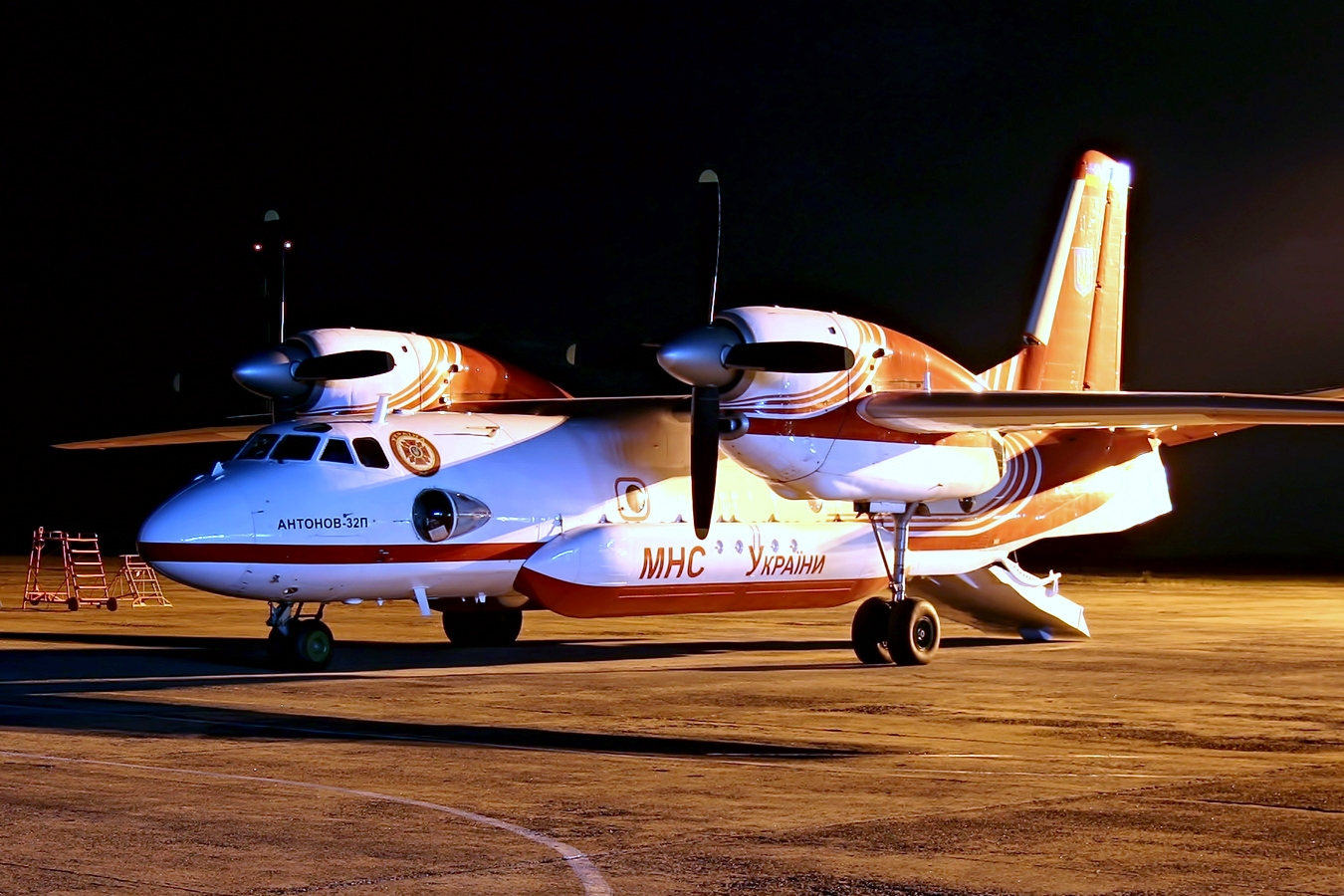
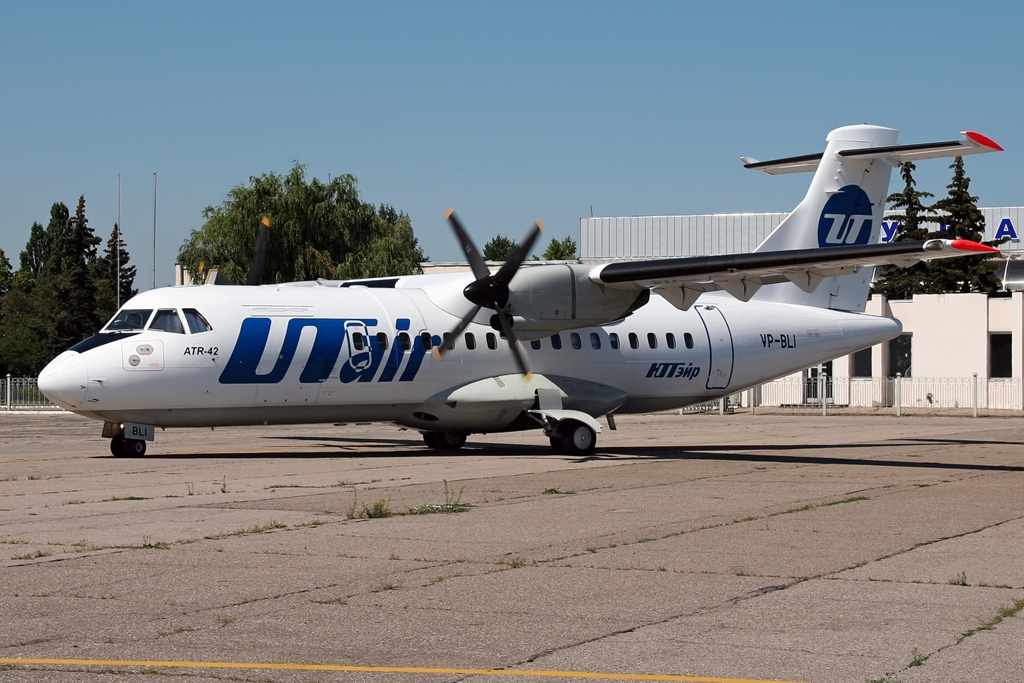
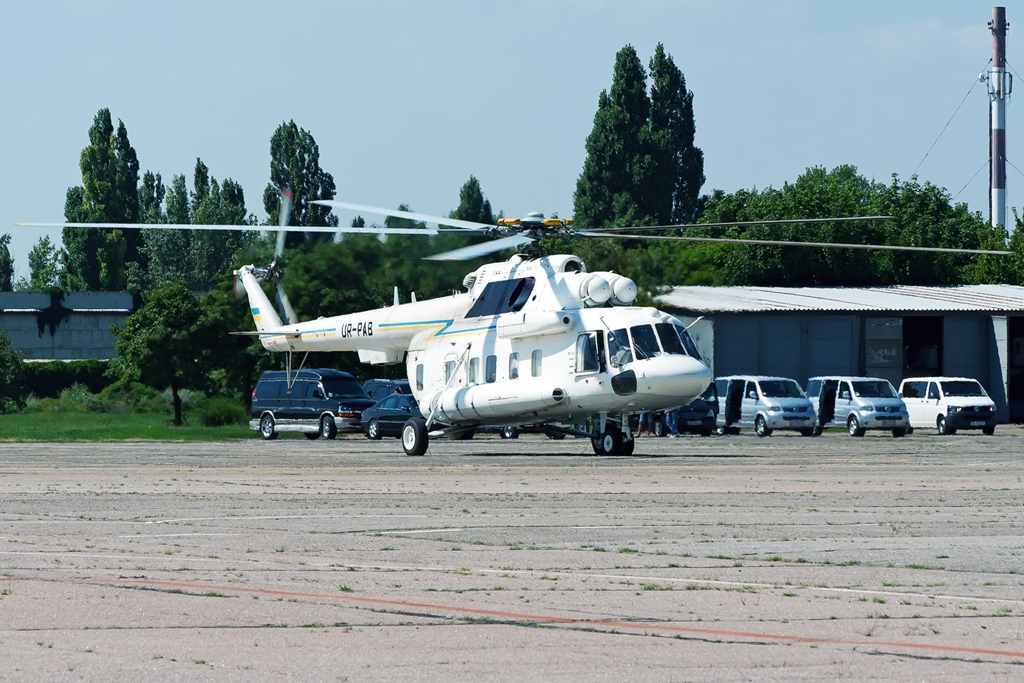
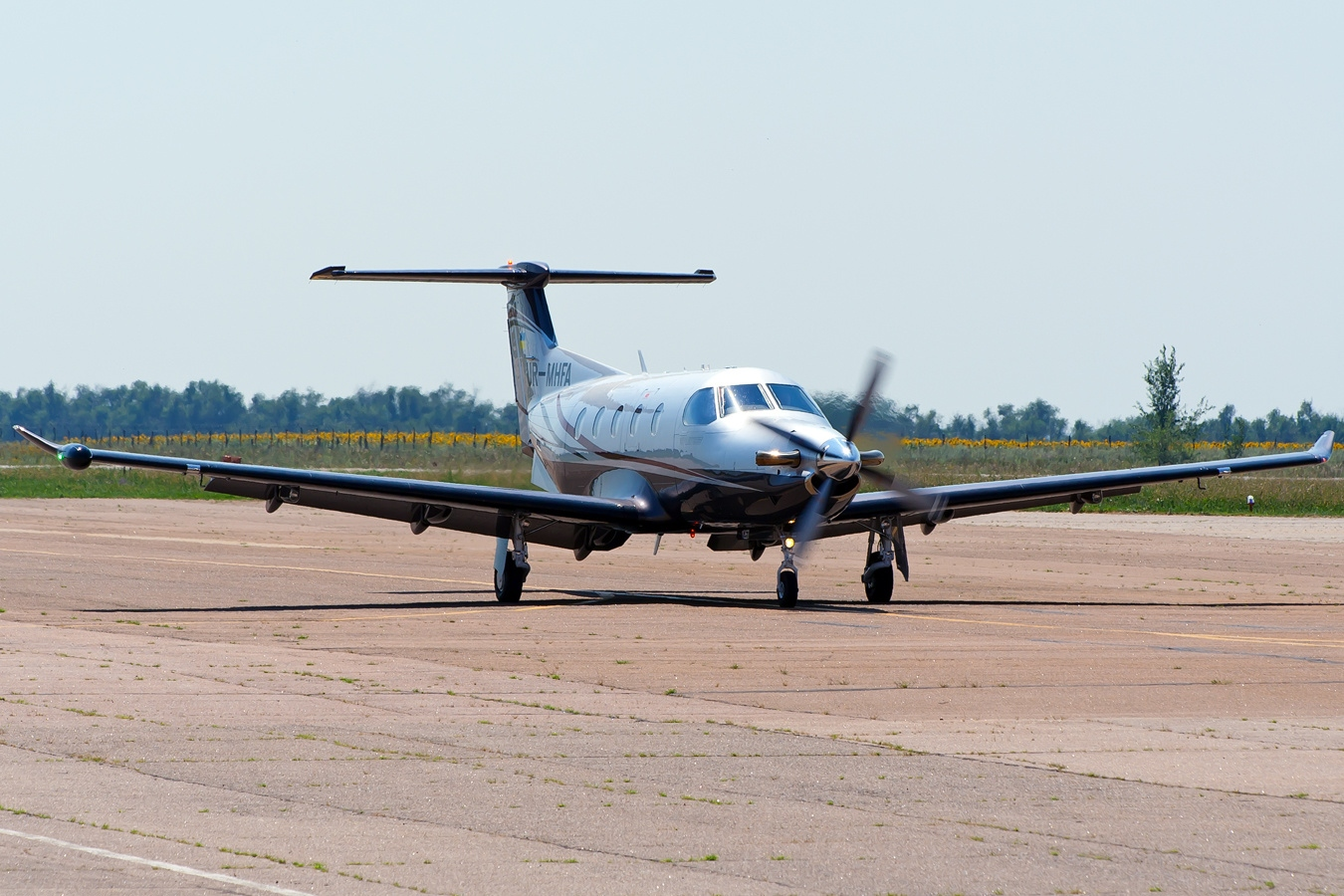
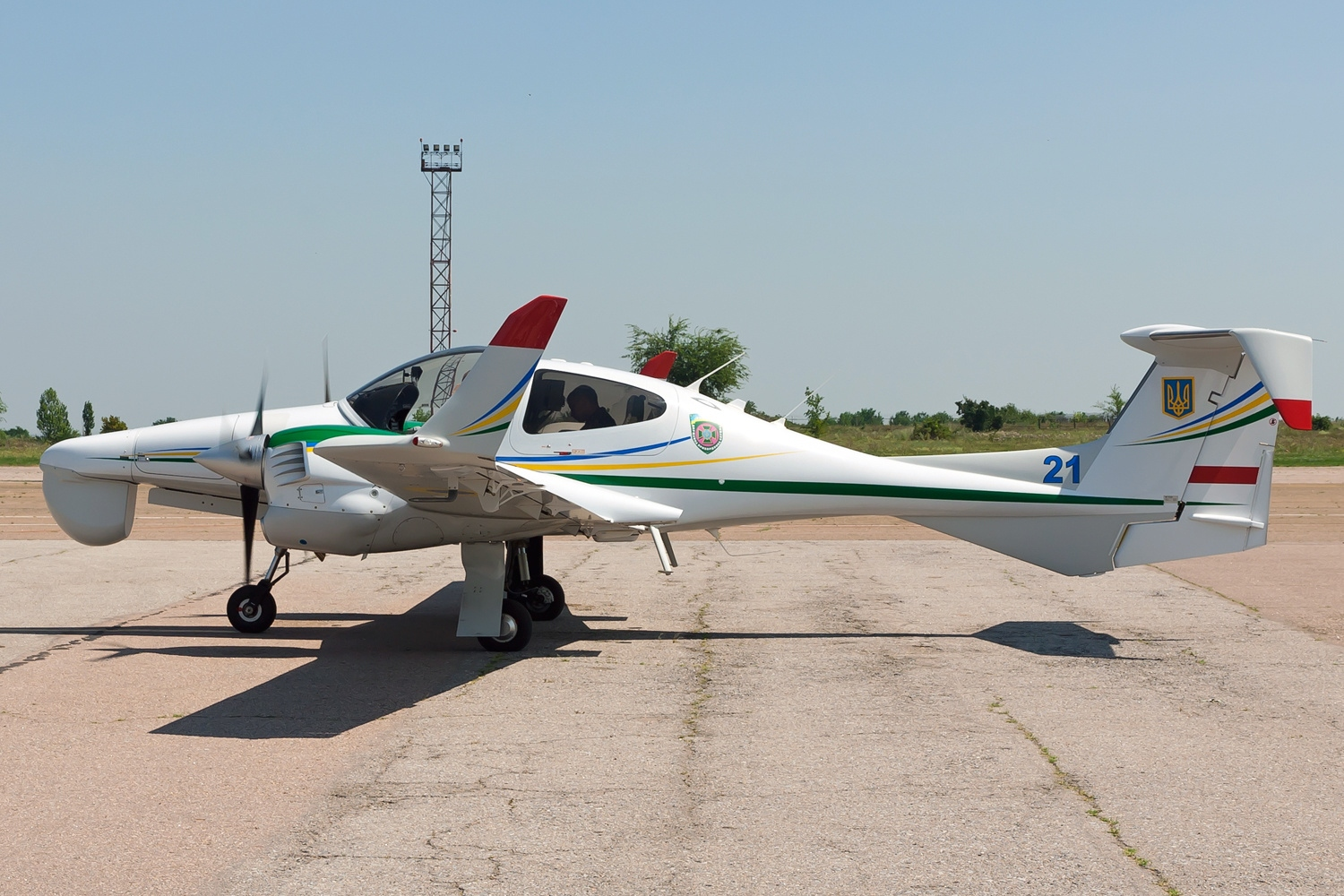
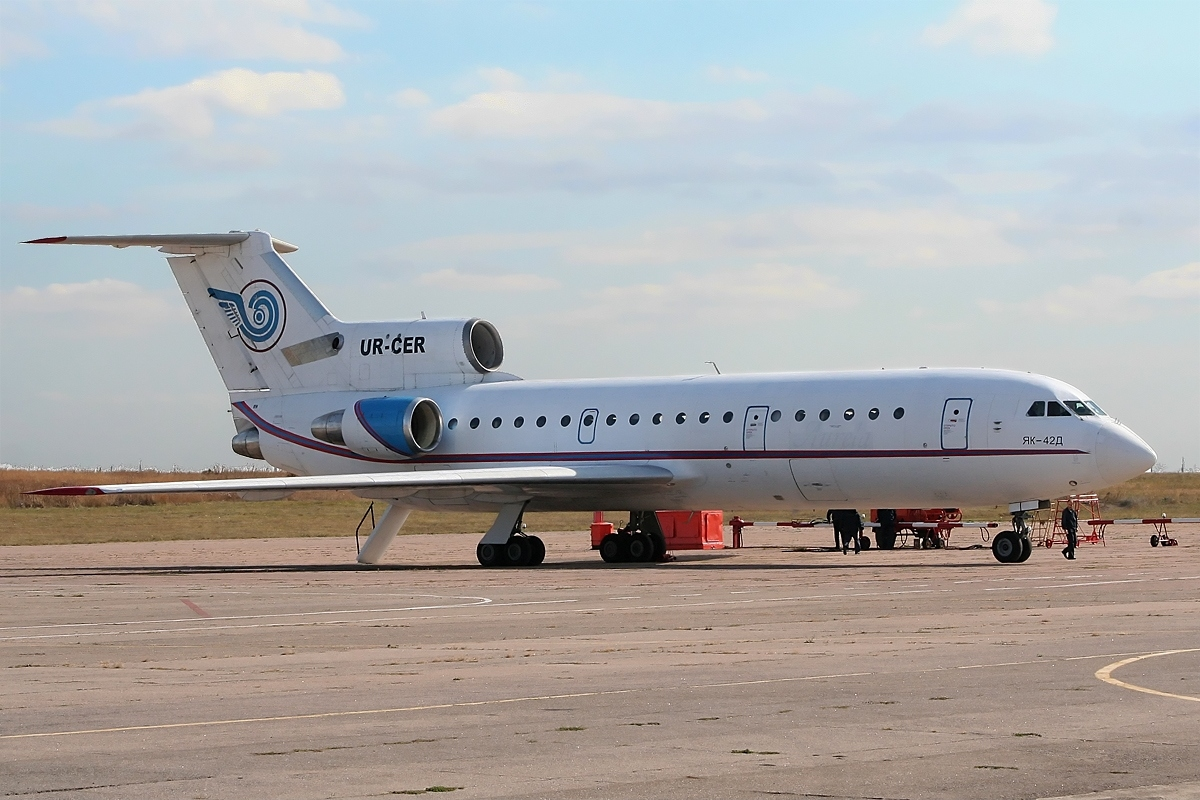
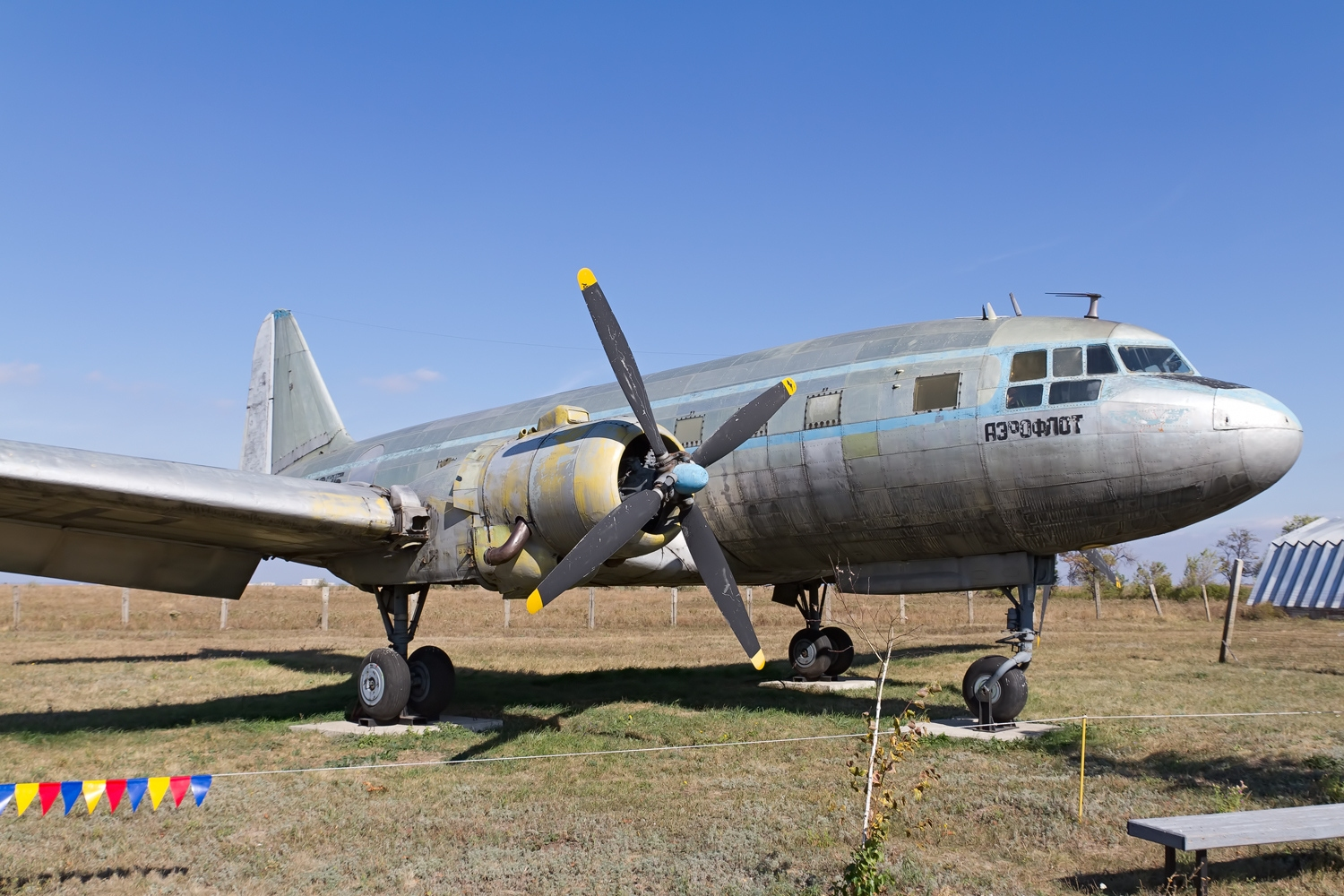
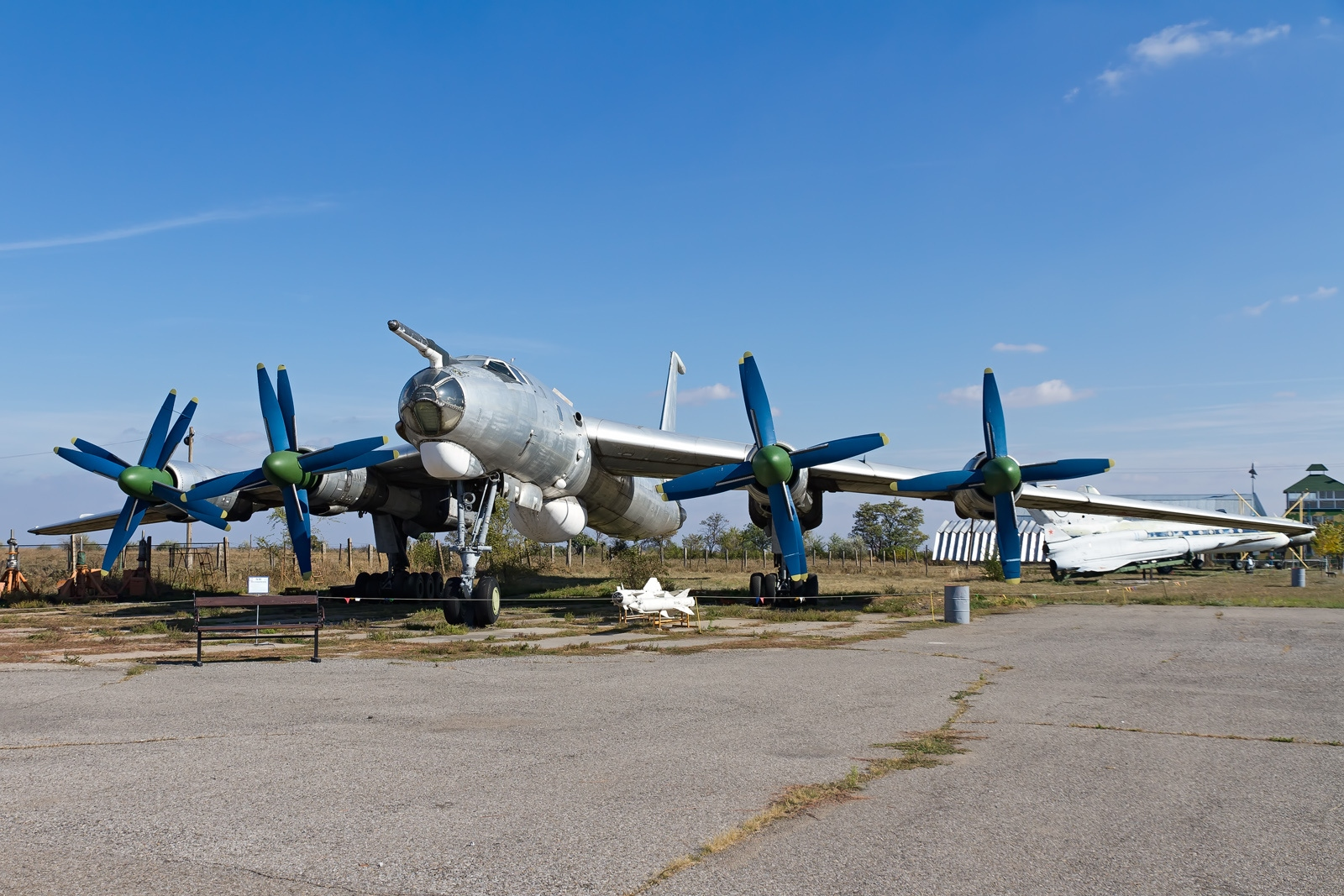
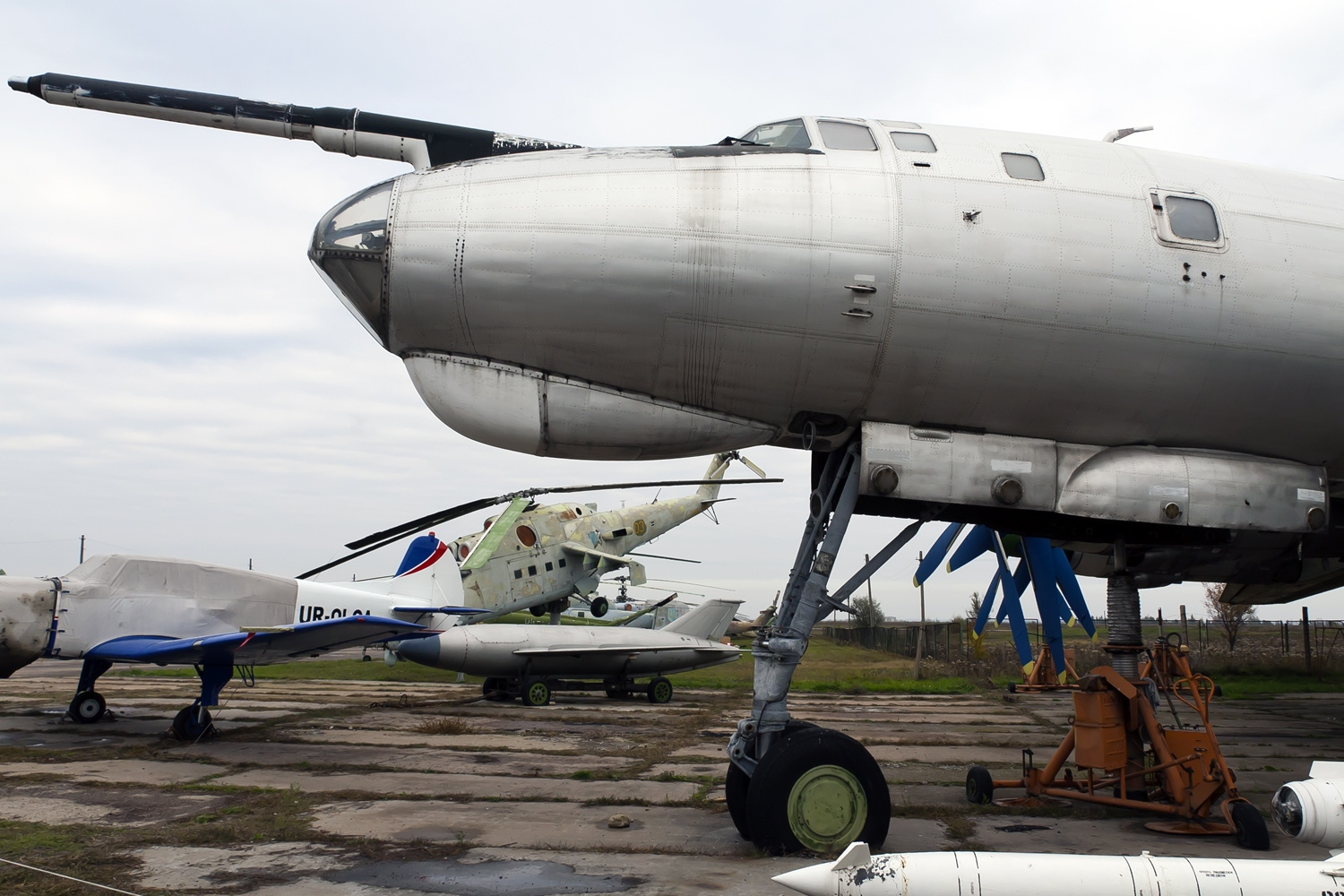
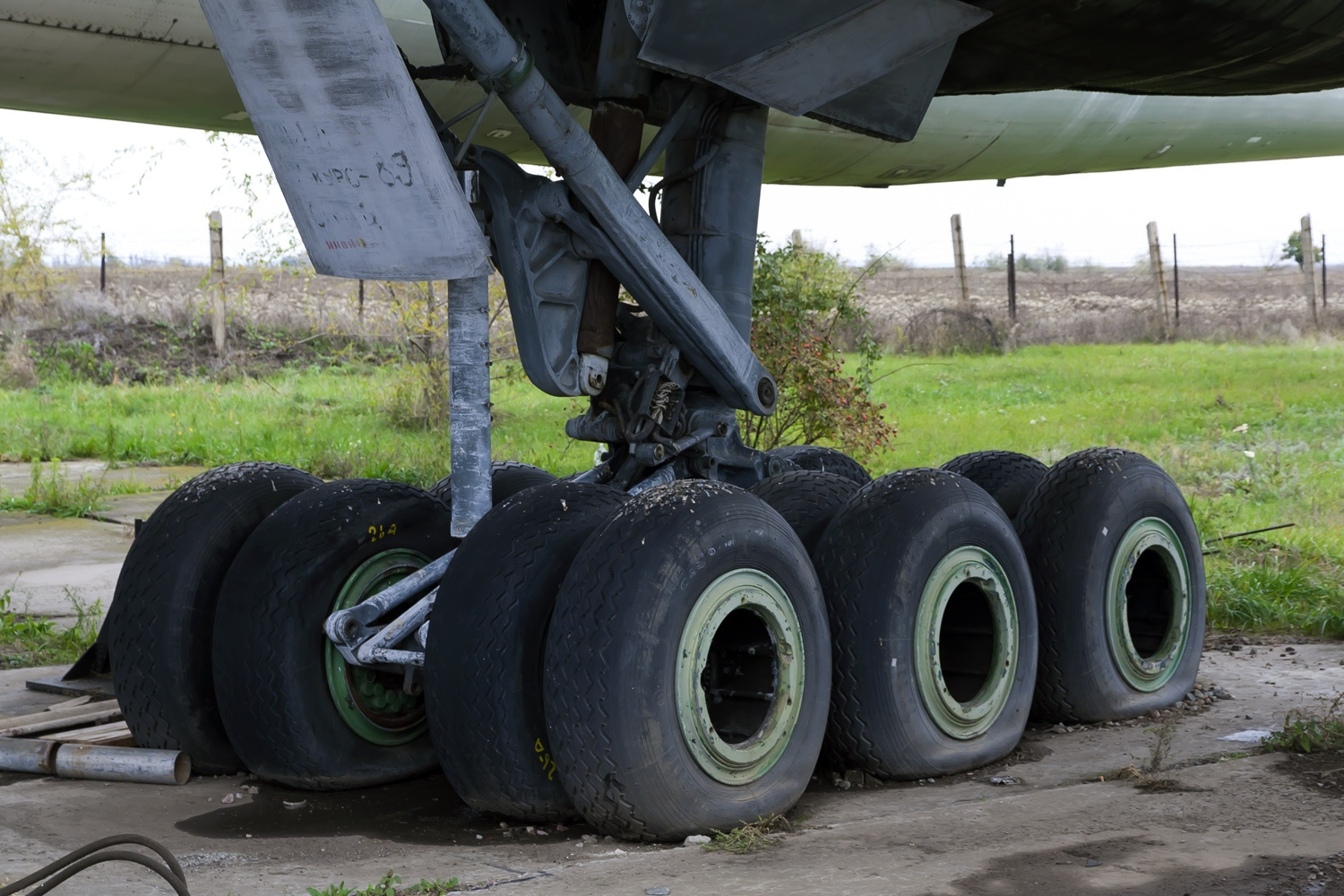
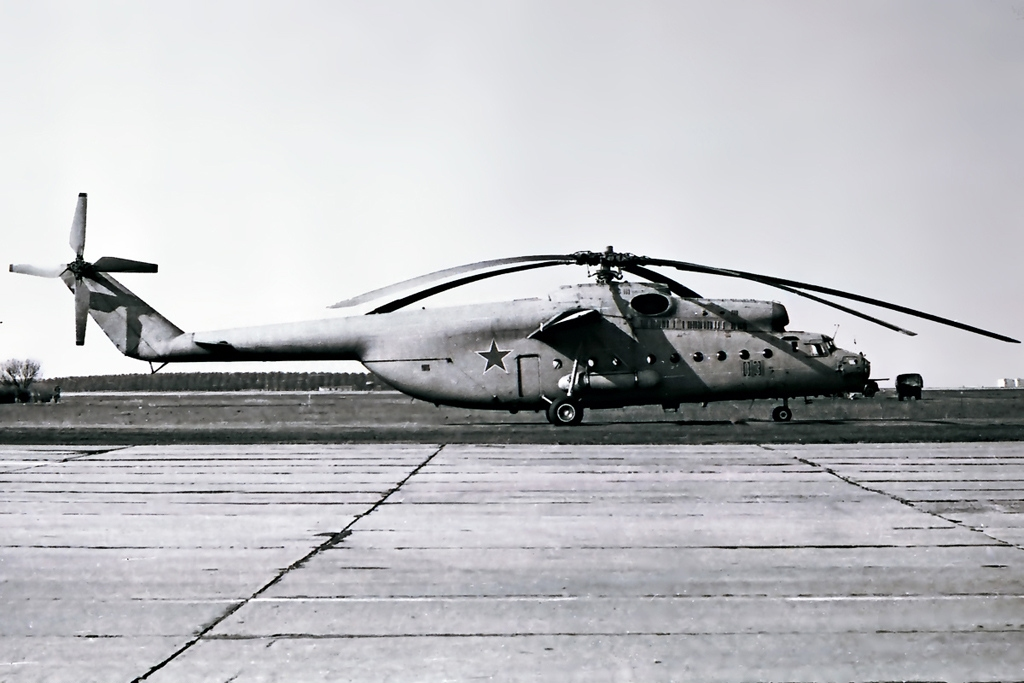